# Gerrit Cole
Gerrit Alan Cole (8 de septiembre de 1990) es un lanzador de béisbol profesional estadounidense de los Yankees de Nueva York de las Grandes Ligas (MLB). Anteriormente jugó para los Piratas de Pittsburgh y los Astros de Houston. 
Cole jugó para el equipo de béisbol en Orange Lutheran High School y fue seleccionado por los Yankees en la primera ronda del Draft de la MLB 2008. Cole optó por no firmar y, en cambio, asistió a la Universidad de California, Los Ángeles (UCLA), donde jugó béisbol universitario para los UCLA Bruins.
Después de su carrera universitaria en el béisbol, los Piratas hicieron de Cole la primera selección general en el draft de la MLB de 2011. Cole hizo su debut en la MLB en 2013 y fue nombrado Novato del Mes de la Liga Nacional (NL) en septiembre de 2013. Fue nombrado Lanzador del Mes de la Liga Nacional en abril de 2015 y All-Star de la MLB en 2015. Los Piratas intercambiaron Cole a los Astros en la temporada baja 2017-18. El 18 de septiembre de 2019, Cole se convirtió en el 18.º lanzador en la historia de las Grandes Ligas en ponchar al menos a 300 bateadores en una temporada. El 16 de diciembre de 2019, Cole firmó un contrato de $ 324 millones con los Yankees, el contrato más grande en la historia de las Grandes Ligas para un lanzador. El 16 de diciembre de 2019, firmó un contrato de $324 millones con los Yankees, el mayor contrato de la historia para un pitcher.

## Carrera amateur

### Carrera de la escuela secundaria

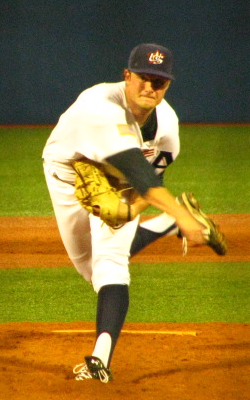
Cole lanzando para el equipo nacional de USA

Cole asistió a Orange Lutheran High School. En su segundo año, Cole lanzó para el equipo de béisbol junior varsity de la escuela, y no permitió carreras en 45 entradas lanzadas. Ganó atención nacional mientras lanzaba para el equipo universitario en su tercer año, ya que su bola rápida alcanzó las 94 millas por hora (151 km / h). Alcanzó las 96 millas por hora (154 km / h) en un escaparate de los mejores talentos de la escuela preparatoria, y cerca de 50 cazatalentos asistieron al primer juego de su temporada sénior. En su último año, Cole lanzó un récord de 8-2 en victorias y derrotas y un promedio de carreras limpias (efectividad) de (0.47), mientras que también registró 121 ponches en 75 entradas.
En 2008, USA Today nombró a Cole a su equipo de béisbol de la escuela secundaria All-USA. Baseball America lo calificó como el 17.º mejor prospecto disponible en el draft de 2008 de las Grandes Ligas. Fue nombrado Atleta del Mes de ESPN Rise durante tres meses consecutivos en marzo, abril y mayo de 2010. Fue nombrado lanzador abridor del Juego de Estrellas Norte-Sur del Condado de Orange 2008.
Después de su último año, los Yankees de Nueva York seleccionaron a Cole en la primera ronda, con la 28.ª selección general, del draft de la Major League Baseball de 2008, convirtiéndose en el primer jugador reclutado de Orange Lutheran High School. Según los informes, los Yankees planeaban ofrecerle a Cole un bono por firmar de $ 4 millones, que estaba por encima de la cantidad recomendada para el puesto. Como los Yankees planeaban darle a Cole una gran bonificación por firmar, esperaron hasta la fecha límite para intentar ficharlo. Cuando se acercó la fecha límite, Cole y su familia habían considerado muchas variables, comparando a los jugadores que se retiraron de la escuela secundaria con los que van a la universidad, y decidieron cumplir con su compromiso de asistir a la Universidad de California en Los Ángeles (UCLA) con una beca universitaria de béisbol. A pesar de estar representado por Scott Boras, y aunque se creía que los Yankees estaban listos para ofrecer más de $ 4 millones, Cole nunca negoció con los Yankees, ya que estaba decidido a asistir a la universidad.

### Carrera universitaria
John Savage, entrenador de los UCLA Bruins, convirtió a Cole en el lanzador abridor del equipo el viernes por la noche en su primer año. Esa temporada, Cole registró un récord de 4-8 victorias y derrotas con una efectividad de (3.49), acumulando 104 ponches en 85 entradas. Cole fue miembro del equipo nacional universitario de béisbol de los Estados Unidos de 2009 y fue incluido en la lista del Equipo Nacional Colegiado de 2010. Compitió en el Campeonato Mundial de Béisbol Universitario de 2010.
Durante la temporada 2010 de UCLA, Cole y Trevor Bauer contribuyeron a hacer de los Bruins el mejor equipo de béisbol (récord de 51-17) en la historia de la escuela y el segundo mejor equipo del país. Cole tuvo un récord de 11–4 de victorias y derrotas, una efectividad de (3.37) y 153 ponches en 123 entradas. Sus 153 ponches colocaron a Cole tercero entre los lanzadores universitarios. Los Bruins jugaron en la Serie Mundial Universitaria de 2010, pero fueron derrotados por Carolina del Sur en la Serie de Campeonato de la NCAA.
Las estadísticas de Cole disminuyeron en 2011, su tercer año. Terminó la temporada con un récord de 6-8 victorias y derrotas y una efectividad de (3.31), con 119 ponches en 114 + 1⁄3 entradas.

## Carrera profesional

### Pittsburgh Pirates

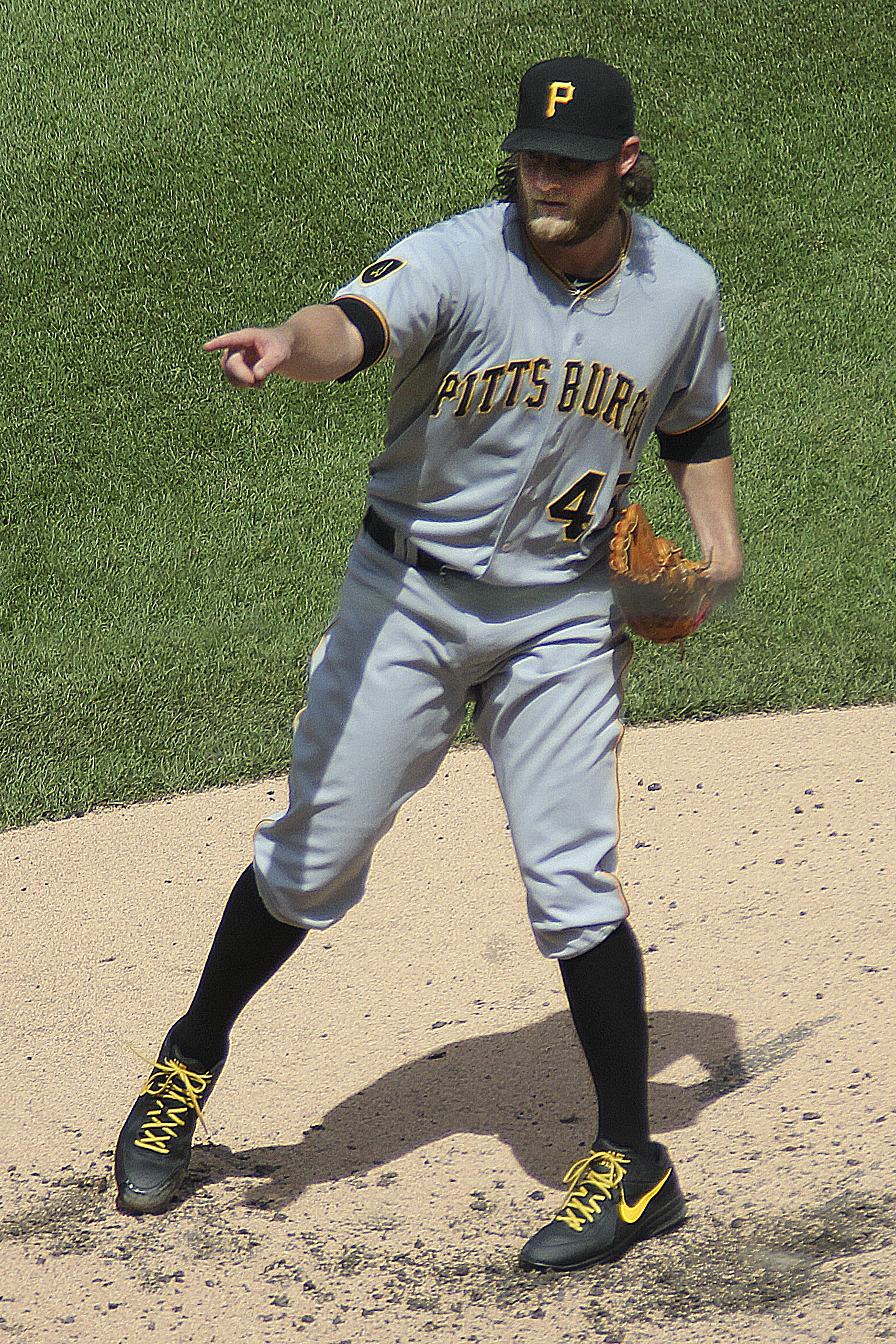
Cole with the Pittsburgh Pirates in 2014

Debido a las lesiones de James McDonald y Wandy Rodríguez, los Piratas promovieron a Cole a las Grandes Ligas, para hacer su debut en la MLB el 11 de junio de 2013. Durante su debut, ponchó al primer bateador que enfrentó, Gregor. Blanco , en tres lanzamientos; el último a 99 millas por hora (159 km / h). También registró el primer hit de su carrera, un sencillo de 2 carreras con las bases llenas en su primera aparición en el plato en su carrera. Cole lanzó 6⅓ entradas y recibió dos carreras limpias, pero obtuvo la victoria cuando los Piratas se impusieron a los Gigantes de San Francisco., 8-2. Cole se convirtió en el cuarto lanzador desde 1920 en impulsar más de 2 carreras y obtener la victoria en su debut en las Grandes Ligas. Cole es el primer pirata en comenzar su carrera con victorias en sus primeras cuatro aperturas desde Nick Maddox en 1907. Fue el quinto lanzador de cualquier equipo en lograr la hazaña en los últimos 40 años, uniéndose a Rich Gale de los Royals de 1978, Kaz Ishii de los Dodgers de 2002, Jered Weaver de los Angels de 2006 y Scott Lewis de los Indians de 2008.
Cole fue votado como el Novato del Mes de la Liga Nacional (NL) en septiembre de 2013. En el mes, Cole tuvo un récord de 4-0 y lideró a todos los novatos con una efectividad de 1.69 y 39 ponches. Cole tuvo un récord de 10-7 y una efectividad de 3.22 en 19 aperturas para Pittsburgh en 2013. Cole inició el Segundo Juego de la Serie Divisional de la Liga Nacional 2013 , yendo seis entradas permitiendo dos hits , una carrera limpia y cinco ponches , y finalmente derrotando a los Cardenales de San Luis. Los Piratas eligieron a Cole para comenzar el decisivo Juego 5 sobre AJ Burnett. Los Cardinals ganaron el juego y la serie.
Después de concentrarse en su bola rápida durante su temporada de novato, Cole ingresó a los entrenamientos de primavera de 2014 trabajando para mejorar su bola curva y deslizante. Cole ha sido un lanzador duradero en 2014 lanzando 75 1/3 entradas, pero el mánager Clint Hurdle reconoció el 7 de junio que Cole se perdería al menos una apertura por fatiga en el hombro. Cole fue colocado en la lista de lesionados de 15 días al día siguiente, y activado el 28 de junio.
El 7 de septiembre de 2014, Cole conectó el primer jonrón de su carrera en el Wrigley Field ante el lanzador de los Cachorros de Chicago, Blake Parker. El 23 de septiembre, Cole ayudó a los Piratas a conseguir un segundo puesto consecutivo en los playoffs al vencer a Alex Wood y los Bravos de Atlanta.
Cole ganó el premio al Lanzador del Mes de la Liga Nacional en abril de 2015, luego de tener foja de 4-0 con efectividad de 1.76 y 35 ponches en30+2 ⁄ 3 entradas lanzadas durante el mes. Fue la elección de los Piratas para comenzar el Juego de Comodines de la Liga Nacional de 2015 contra los Cachorros de Chicago, pero asumió la derrota después de permitir cuatro carreras limpias en seis hits y una base por bolas en cinco entradas lanzadas.
El 14 de junio de 2016, Cole fue colocado en la lista de lesionados de 15 días debido a una distensión del tríceps derecho. El 27 de julio, Cole lanzó su primer juego completo contra los Marineros de Seattle. En 2017, Cole tuvo marca de 12-12 con efectividad de 4.26, ya que lideró la Liga Nacional con 33 aperturas.
Los Piratas y Cole llegaron a un acuerdo en enero de 2018 sobre un contrato por un año y $ 6,75 millones.

### Houston Astros
El 13 de enero de 2018, los Piratas cambiaron a Cole a los Astros de Houston por Joe Musgrove, Michael Feliz, Colin Moran y Jason Martin.
El 29 de abril de 2018, Cole ponchó a 12 bateadores en un juego contra los Atléticos de Oakland que resultó en una victoria sin decisión pero con una victoria de los Astros. Al hacerlo, Cole rompió el récord de ponches de los Astros en abril con 61 ponches en el primer mes. Terminó su primer mes con el uniforme de los Astros con una marca de 2-1 con 61 ponches y una efectividad de 1.73 en 41.2 entradas lanzadas. El 4 de mayo, contra los Diamondbacks de Arizona, Cole ponchó a 16, permitió sólo un hit y lanzó la primera blanqueada de su carrera cuando los Astros ganaron 8-0.
Cole fue elegido para su primera aparición en el Juego de Estrellas de la Liga Americana (segunda en general). Cole no apareció en el juego, pero terminó la primera mitad de la temporada con un récord de 10-2 con una efectividad de 2.52 y 177 ponches. Terminó la temporada con 278 ponches, un nuevo récord personal y bueno para el segundo mayor número en la Liga Americana detrás de su compañero de equipo Justin Verlander , un récord de 15-5 y una efectividad de 2.88, su mejor récord desde la temporada 2015. Lideró las mayores en ponches por 9 entradas (12.40). En el Juego 2 de la Serie Divisional de la Liga Americana 2018 contra los Indios de Cleveland, Cole ponchó a 12 y no dio boletos en siete entradas en una victoria por 3-1. Cole se convirtió en el segundo lanzador en ponchar al menos a 12 bateadores sin bases por bolas en la postemporada, después de Tom Seaver en la Serie de Campeonato de la Liga Nacional de 1973.
El 8 de septiembre de 2019, su cumpleaños número 29, Cole se convirtió en el segundo lanzador en ponchar a 14 o más bateadores en tres juegos consecutivos. El 18 de septiembre de 2019, Cole ponchó a su bateador número 300 de la temporada, convirtiéndose en el tercer lanzador de los Astros en ponchar a 300 bateadores en una sola temporada, después de JR Richard y Mike Scott . Cole se convirtió en el segundo lanzador más rápido en registrar 300 ponches en términos de entradas lanzadas. Su198+1 ⁄ 3 entrada solo está detrás de Randy Johnson , quien logró la hazaña en197+2 ⁄ 3 entradas en 2001. La siguiente apertura, el 24 de septiembre de 2019, Cole ponchó a 14 bateadores para romper el récord de ponches en una temporada para cualquier lanzador de los Astros, lo que elevó su total a 316 en el año y permitió solo dos sencillos en su aparición de siete entradas en blanco. En su próxima apertura el 29 de septiembre de 2019, Cole estableció un récord de MLB con su novena salida consecutiva con al menos 10 ponches.
El desempeño de Cole desde febrero de 2018 y durante la temporada 2019 fue marcadamente diferente de sus temporadas anteriores, debido a la intervención de la gerencia y el cuerpo técnico de los Astros. Cole redujo enormemente la cantidad de bolas rápidas de dos costuras que lanzó, lanzó más en la parte superior de la zona de strike y aumentó la velocidad de giro de su bola rápida.
Cole terminó la temporada 2019 con un récord de 20-5 y un WHIP de 0.895. Lideró la Liga Americana con efectividad de 2.50 y lideró las ligas mayores en ponches (326), porcentaje de ponches (39.9%) y ponches por nueve entradas (13.818). Se convirtió en el primer lanzador abridor de tiempo completo en la historia de la MLB en promediar más de un ponche y medio por entrada en una temporada. Terminó segundo en la votación para el premio Cy Young de 2019, detrás de Verlander con 159 puntos frente a los 171 de Verlander.

### New York Yankees
El 18 de diciembre de 2019, Cole firmó un contrato de nueve años por un valor de $ 324 millones con los Yankees. El contrato de Cole es el más grande firmado por un lanzador, superando el contrato de siete años y 245 millones de dólares firmado por Stephen Strasburg . El contrato de Cole tiene un valor promedio anual de $ 36 millones, que también representa el valor promedio anual más alto de cualquier contrato de jugador en las Grandes Ligas , eclipsando el récord de valor promedio anual anterior establecido por Mike Trout , con un valor promedio anual de $ 35.5 millones. El contrato también le permite a Cole optar por no participar y convertirse en agente libre nuevamente después del quinto año; sin embargo, si intenta hacerlo, los Yankees pueden optar por evitar que lo haga agregando un año adicional y $ 36 millones a su contrato, lo que elevaría la duración total y el valor del contrato a 10 años y $ 360 millones.

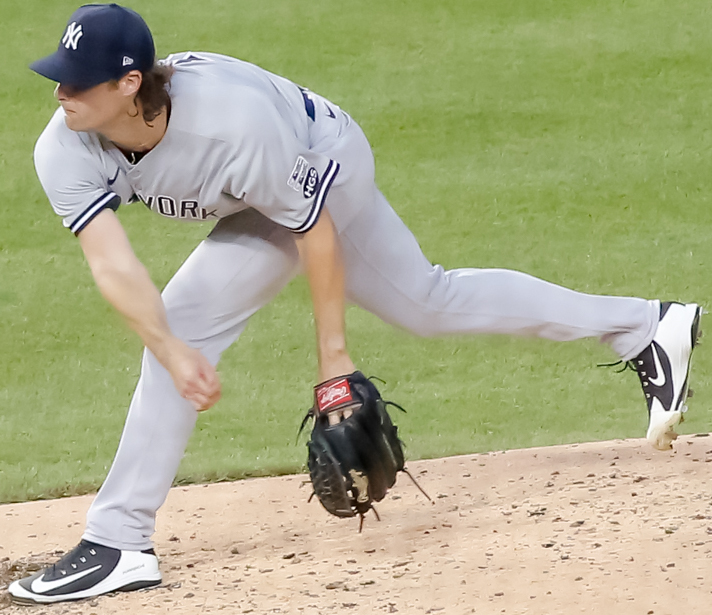
Cole pitching for the New York Yankees in 2020

El 23 de julio de 2020, Cole hizo su debut en los Yankees como lanzador abridor del Día Inaugural lanzando 5 entradas contra los Nacionales de Washington y permitiendo solo un hit, un jonrón de Adam Eaton . La racha ganadora de Cole en la temporada regular llegó a 20, la tercera más larga en la historia de la MLB, pero su racha terminó el 26 de agosto de 2020, cuando sufrió una derrota contra los Bravos de Atlanta. Perdería tres decisiones seguidas, pero el 11 de septiembre de 2020, Cole terminó su racha de 3 derrotas consecutivas lanzando una blanqueada completa de 2 hits ante los Orioles de Baltimore. Como era una doble cartelera, el juego solo duró 7 entradas. Terminó su primera temporada como Yankee con un récord de 7-3, con efectividad de 2.84 en 73 entradas y ponchando a 94.
El 29 de septiembre de 2020, en su debut en los playoffs de los Yankees, durante el Juego 1 de la serie de comodines contra los Indios de Cleveland , Cole ponchó a 13 bateadores sin una base por bolas, empatando a Tom Seaver (Juego 1 de la NLCS de 1973) y segundo más en la historia de la franquicia de los Yankees. . También se convirtió en el primer jugador de Grandes Ligas en la historia en ganar tres juegos de postemporada con 12 o más ponches. Solo Roger Clemens (15 K's) ha abanicado más en un inicio de postemporada con los Yankees. En el 2020 ALDS contra los Tampa Bay Rays , fue el lanzador ganador en el Juego 1 y no recibió una decisión en el decisivo juego 5, que los Yankees perderían.
El 12 de abril de 2021, después de registrar 8 ponches y retirar a 15 bateadores seguidos en un juego contra los Azulejos de Toronto , Cole se convirtió en el lanzador de los Yankees con más ponches en las primeras tres aperturas de la temporada de todos los tiempos, igualando a David. Cone (1997) con 29.
El 15 de noviembre de 2023, Gerrit Cole, se consagró con su primer premio Cy Young. A sus 33 años, Cole tuvo un año estelar con un récord de 15-4, 22 ponches, y un destacado ERA de 2.63. Este lanzador derecho se une a la élite de los Yankees que han ganado este prestigioso galardón, dejando una marca indeleble como uno de los mejores lanzadores de la MLB en la actualidad.

## Vida personal
Cole es el mayor de los dos hijos de Mark y Sharon Cole y es de ascendencia irlandesa e italiana, respectivamente. Tiene una hermana menor, Erin. Erin asistió a UCLA, donde jugó para el equipo de fútbol de los Bruins. Cole creció como fanático de los Yankees de Nueva York, ya que su padre fue criado en Syracuse, Nueva York, transmitió su afinidad por los Yankees a su hijo.
Cole asistió a la Serie Mundial de 2001, en la que participaron los Yankees. Sostenía un cartel que decía "YANKEE FAN HOY MAÑANA PARA SIEMPRE", y una fotografía compartida por Newsday se volvió viral en 2019 cuando se informó la noticia de su fichaje con los Yankees. Llevó el cartel a su conferencia de prensa introductoria con los Yankees.
En la misma conferencia de prensa introductoria con los Yankees, Cole agradeció al difunto Marvin Miller, ex director ejecutivo de la Asociación de Jugadores de Béisbol de las Grandes Ligas y miembro del Salón de la Fama del Béisbol Nacional, junto con el difunto Curt Flood, por su papel fundamental en el establecimiento de la agencia libre para jugadores de Grandes Ligas.
Cole está casado con Amy Crawford, exjugadora de softbol de UCLA y hermana del campocorto de los Gigantes de San Francisco, Brandon Crawford. Se conocieron cuando asistieron a UCLA. They met when they attended UCLA. El 1 de enero de 2020, Amy anunció su primer embarazo. Su hijo, Caden Gerrit Cole, nació el 30 de junio de 2020. Residen en Greenwich, Connecticut.
El 4 de diciembre de 2020, Cole fue elegido miembro del Subcomité Ejecutivo de MLBPA.